# Diogo de Melo de Castro
Diego de Melo de Castro est le 11e et 13e gouverneur du Ceylan portugais.